# St. Michael (Schlagenhofen)

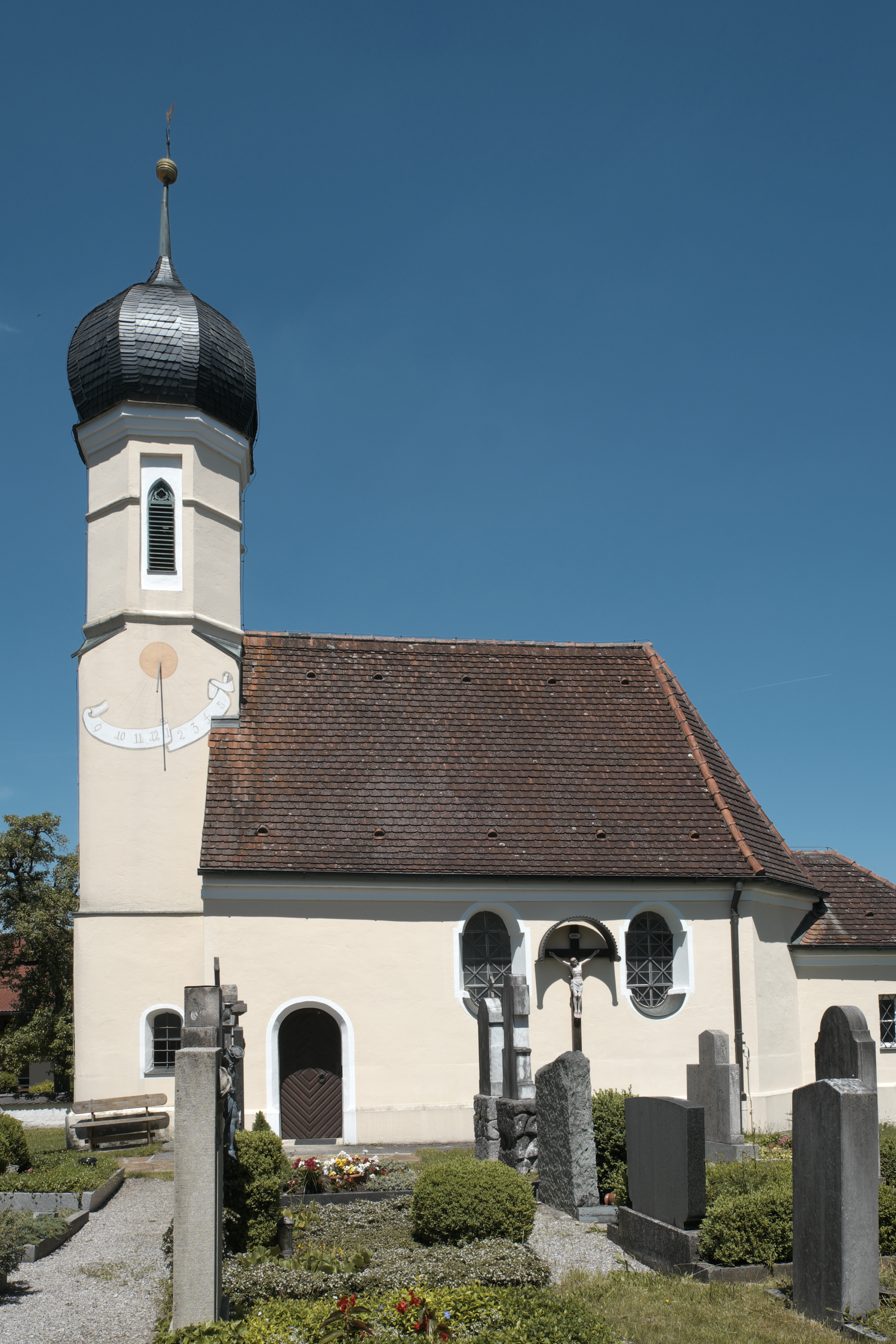
Kirche St. Michael in Schlagenhofen

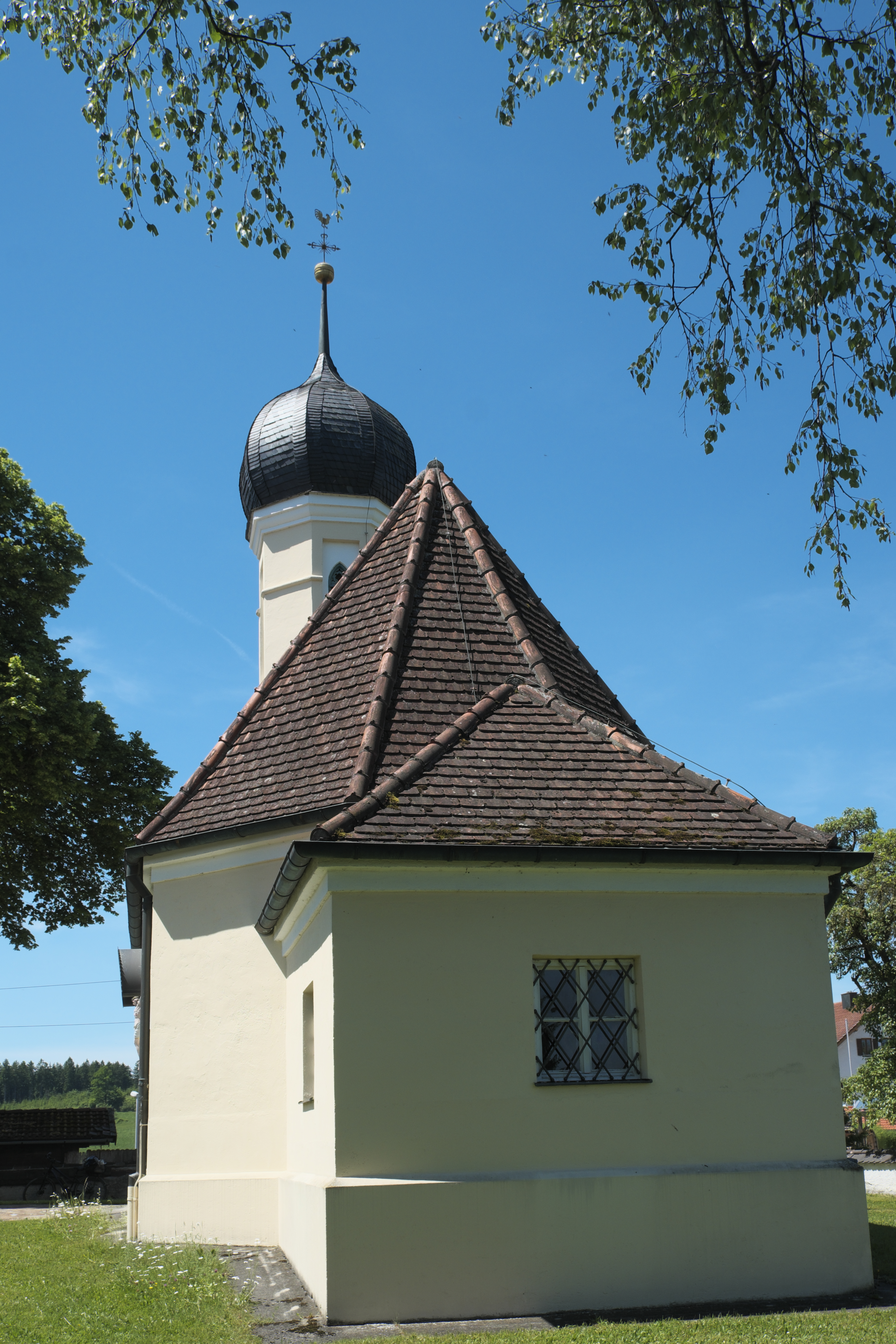
Ansicht von Osten

Die katholische Filialkirche St. Michael in Schlagenhofen, einem Ortsteil der oberbayerischen Gemeinde Inning am Ammersee im Landkreis Starnberg, wurde um 1680 erbaut. Die dem Erzengel Michael geweihte Kirche ist ein geschütztes Baudenkmal.
Das Bauwerk an der Dorfstraße 9 wurde auf den Grundmauern einer spätgotischen Kirche von Caspar Feichtmayr errichtet. Der dreiseitig geschlossene Bau besitzt an der westlichen Seite einen Turm mit Zwiebelhaube. 
Der Altar aus der Zeit um 1670 wird von breiten Säulen gerahmt ist mit Schnitzfiguren besetzt. Im Schrein sind der Erzengel Michael, Papst Silvester und der heilige Ulrich dargestellt, seitlich die Heiligen Sebastian und Rochus. An den Wänden stehen die Figuren des Erzengels Michael mit der Seelenwaage aus der Zeit um 1460 und eine Muttergottes vom Ende des 15. Jahrhunderts.